# FC Rubin Kazan
FC Rubin Kazan (tiếng Nga: Футбо́льный клуб Руби́н Каза́нь, Futbolny klub Rubin Kazan [fʊdˈbolʲnɨj ˈkɫup rʊˈbʲin kɐˈzanʲ]) là một câu lạc bộ bóng đá chuyên nghiệp của Nga, có trụ sở tại thành phố Kazan. Được thành lập vào năm 1958, Rubin đã chơi tại giải đấu cao nhất nước Nga từ mùa 2003. Câu lạc bộ đã vô địch Ngoại hạng Nga 2 lần vào năm 2008 và 2009. Ngoài ra, câu lạc bộ còn giành được Cúp quốc gia Nga 2011-12 và thường xuyên thi đấu tại đấu trường châu Âu trong những mùa giải gần đây. Sân nhà của câu lạc bộ là sân Kazan Arena. Đây cũng là một trong những đội có thành tích tốt nhất bóng đá Nga trong những năm gần đây.

## Sân vận động
Sân nhà chính của Rubin là sân Kazan Arena có sức chứa 45,000 chỗ ngồi. Sân vận động này nằm ở Kazan. Sân nhà của đội trẻ là Sân vận động Rubin (sức chứa 10,000 chỗ ngồi), nằm ở phía bắc của thành phố.

## Cầu thủ

### Đội hình hiện tại
Tính đến ngày 17 tháng 6 năm 2020
Ghi chú: Quốc kỳ chỉ đội tuyển quốc gia được xác định rõ trong điều lệ tư cách FIFA. Các cầu thủ có thể giữ hơn một quốc tịch ngoài FIFA.
| Số | VT | Quốc gia  | Cầu thủ                               |
| -- | -- | --------- | ------------------------------------- |
| 1  | TM | Nga       | David Volk                            |
| 2  | HV | Thụy Điển | Carl Starfelt                         |
| 3  | HV | Nga       | Konstantin Pliyev (mượn từ Rostov)    |
| 4  | HV | Croatia   | Silvije Begić                         |
| 5  | HV | Croatia   | Filip Uremović                        |
| 7  | TV | Nga       | Vyacheslav Podberyozkin               |
| 8  | TV | Thụy Sĩ   | Darko Jevtić                          |
| 9  | TĐ | Nga       | Artur Sagitov                         |
| 10 | TV | Nga       | Igor Konovalov                        |
| 11 | TV | Gruzia    | Zuriko Davitashvili                   |
| 12 | TV | Nga       | Aleksandr Zuyev (mượn từ Rostov)      |
| 14 | HV | Nga       | Vladimir Granat                       |
| 15 | TV | Nga       | Dmitri Tarasov                        |
| 18 | TV | Nga       | Pavel Mogilevets                      |
| 19 | TĐ | Nga       | Ivan Ignatyev                         |
| 20 | TĐ | Nga       | Yevgeni Markov (mượn từDynamo Moscow) |
| 21 | TV | Gruzia    | Khvicha Kvaratskhelia                 |
| 22 | TM | Nga       | Yury Dyupin                           |

| Số | VT | Quốc gia   | Cầu thủ                           |
| -- | -- | ---------- | --------------------------------- |
| 23 | TM | Nga        | Ivan Konovalov                    |
| 25 | TV | Nga        | Denis Makarov                     |
| 27 | HV | Brasil     | Pablo (mượn từ Braga)             |
| 28 | TV | Đan Mạch   | Oliver Abildgaard (mượn từ AaB)   |
| 33 | HV | Ukraina    | Oleh Danchenko                    |
| 40 | TĐ | Tajikistan | Shahrom Samiyev                   |
| 41 | HV | Nga        | Vladislav Mikushin                |
| 50 | HV | Nga        | Rail Abdullin                     |
| 51 | HV | Nga        | Ilya Agapov                       |
| 59 | TV | Nga        | Nikita Makarov                    |
| 69 | HV | Nga        | Danil Stepanov                    |
| 71 | HV | Nga        | Nikolai Poyarkov (mượn từ Rostov) |
| 77 | HV | Nga        | Ilya Samoshnikov                  |
| 87 | TV | Nga        | Soltmurad Bakaev                  |
| 89 | TV | Nga        | Mikhail Yakovlev                  |
| 99 | TV | Nga        | Kamil Zakirov                     |
| —  | HV | Nga        | Mikhail Merkulov                  |

### Cho mượn
Ghi chú: Quốc kỳ chỉ đội tuyển quốc gia được xác định rõ trong điều lệ tư cách FIFA. Các cầu thủ có thể giữ hơn một quốc tịch ngoài FIFA.
| Số | VT | Quốc gia | Cầu thủ                              |
| -- | -- | -------- | ------------------------------------ |
| —  | TM | Nga      | Aleksei Gorodovoy (tại Veles Moscow) |

## Các cầu thủ đáng chú ý
Các cầu thủ có tên được in đậm là tuyển thủ quốc gia khi còn khoác áo Rubin.
| Nga/Liên Xô - Andrei Chernyshov - Viktor Kolotov - Roman Adamov - Ilzat Akhmetov - Diniyar Bilyaletdinov - Denis Boyarintsev - Aleksandr Bukharov - Taras Burlak - Pyotr Bystrov - Valeri Chizhov - Soslan Dzhanayev - Vladimir Granat - Ruslan Kambolov - Maksim Kanunnikov - Fyodor Kudryashov - Oleg Kuzmin - Pavel Mogilevets - Elmir Nabiullin - Magomed Ozdoyev - Dmitry Poloz - Igor Portnyagin - Aleksei Rebko - Aleksandr Ryazantsev - Sergey Ryzhikov - Sergei Semak - Dmitri Sennikov - Igor Simutenkov - Roman Sharonov - Roman Shirokov - Yegor Sorokin - Dmitri Tarasov - Dmitri Torbinski - Dmitri Vasilyev Các nước thuộc Liên Xô cũ - Sargis Hovhannisyan - Vardan Khachatryan - Eduard Partsikyan - Ruslan Abışov - Ramil Sheydayev - Sergey Kislyak - Sergey Kornilenko - Andrei Kovalenko - Mikalay Ryndzyuk | - Mikheil Ashvetia - David Chaladze - Zuriko Davitashvili - Georgi Kinkladze - Khvicha Kvaratskhelia - Dato Kvirkvelia - Solomon Kvirkvelia - Nukri Revishvili - Lasha Salukvadze - Levan Silagadze - Aleksei Popov - Vitālijs Astafjevs - Edgars Burlakovs - Aleksandrs Koļinko - Mihails Ziziļevs - Giedrius Arlauskis - Orestas Buitkus - Mindaugas Kalonas - Saulius Mikalajūnas - Alexandru Antoniuc - Ilie Cebanu - Alexandru Gaţcan - Nazar Baýramow - Wladimir Baýramow - Pavel Kharchik - Marko Dević - Oleksandr Hranovsky - Andriy Pylyavskyi - Serhiy Rebrov - Oleksandr Svystunov - Marat Bikmaev - Fevzi Davletov - Vitaliy Denisov - Andrei Fyodorov - Vagiz Galiulin - Bahodir Nasimov Châu Âu - Moritz Bauer - Cédric Roussel - Blagoy Georgiev - Ivelin Popov - Mijo Caktaš - Stjepan Tomas | - Jiří Novotný - Adam Petrouš - Alexei Eremenko - Roman Eremenko - Yann M'Vila - Viðar Örn Kjartansson - Ragnar Sigurðsson - Bibras Natkho - Salvatore Bocchetti - Rafał Murawski - Gabriel Enache - Savo Milošević - Veljko Paunović - Pablo Orbaiz - Emil Bergström - Hasan Kabze - Gökdeniz Karadeniz - Fatih Tekke - Gökhan Töre Trung và Nam Mỹ - Cristian Ansaldi - Carlos Eduardo - Roni - Christian Noboa - Damani Ralph - Nelson Valdez - Carlos Zambrano - Andrés Scotti - Salomón Rondón Châu Phi - Alex Song - Chris Mavinga - Wakaso Mubarak - Ebrima Ebou Sillah - Abdelkarim Kissi - Obafemi Martins - MacBeth Sibaya - Selim Ben Achour Châu Á - Sardar Azmoun - Alireza Haghighi - Kim Dong-hyun - Anas Makhlouf |

## Người hâm mộ

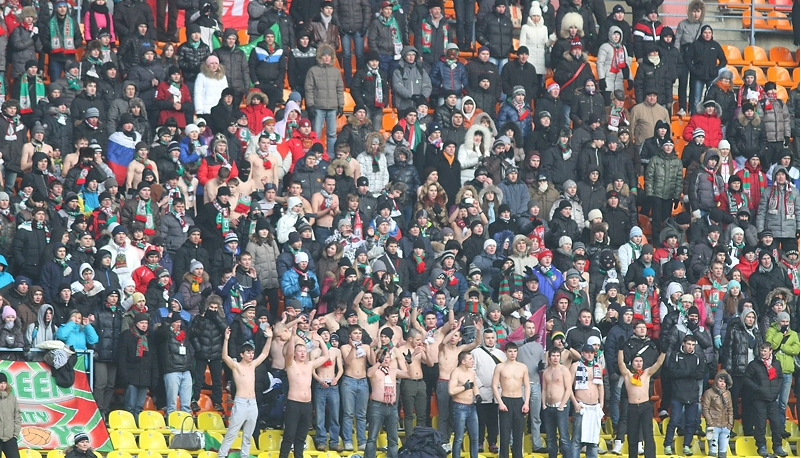
Cổ động viên Rubin tại Moskva

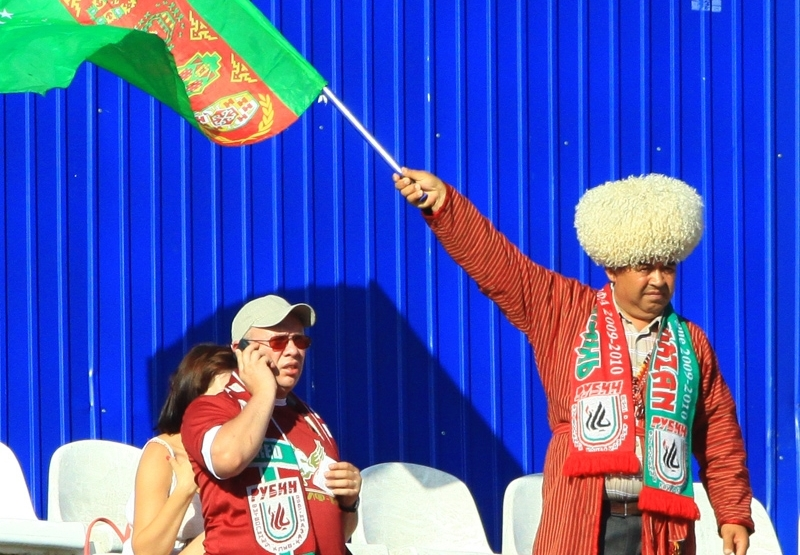
Người hâm mộ Rubin đến từ Turkmenistan

Rubin là một trong những câu lạc bộ bóng đá nổi tiếng nhất nước Nga. Hội người hâm mộ chính thức gọi là "Rubin Ultras". Rubin phổ biến ở Liên Xô cũ và Trung Á. Câu lạc bộ có các hội fan hâm mộ chính thức tại các thành phố của Nga.
Vào tháng 8 năm 2013, sau khi thay đổi logo, fan của câu lạc bộ đã công khai bày tỏ sự tức giận của họ. Kể từ đó, tại các trận đấu, họ thường kêu gọi sa thải quản lý của câu lạc bộ. Trên Internet, người hâm mộ vẫn sử dụng logo cũ, xuất hiện vào năm 1996 cũng như tẩy chay logo mới.

### Người hâm mộ nổi tiếng
- Rustam Minnikhanov – là Tổng thống thứ hai và hiện tại của Tatarstan, một chủ thể liên bang của Nga.
- Mintimer Shaimiev[3] – là Tổng thống đầu tiên của Tatarstan, một nước cộng hòa ở Nga.
- Gurbanguly Berdimuhamedow[4] – là cựu tổng thống của Turkmenistan.
- Kamil Iskhakov[5] –  hiện là trợ lý của bộ trưởng phát triển khu vực Nga.
- Yanina Batyrchina[6] – là một cựu vận động viên thể dục nhịp điệu.
- Zinetula Bilyaletdinov[7] – là cựu cầu thủ khúc côn cầu trên băng của Nga và huấn luyện viên của đội khúc côn cầu trên băng quốc gia Nga.
- Vladimir Chagin – là một tay đua xe địa hình.
- MakSim[8] – là một ca sĩ hát tiếng Nga nổi tiếng.
- Irina Shadrina[9] – người dẫn chương trình truyền hình của đài Rossiya 2
- Dina Garipova – Ca sĩ Nga, từng tham gia Eurovision 2013.

## Câu lạc bộ liên kết
- Tractor[10][11][12]